# Château de Joyeux
Le château de Joyeux est un château situé à Joyeux dans le département français de l'Ain, en France. Il est classé au titre des monuments historiques depuis 2009.

## Histoire
Le château fut construit à la fin du XIXe siècle et au début du XXe siècle par Georges Meillet-Montessuy (industriel de la soie), propriétaire à la fin du XVIIIe siècle, de La Sathonette à Saint-Maurice-de-Beynost. Construit à l'initiative de Georges de Meillet-Montessuy, sa conception fut un travail conjoint entre l'architecte paysagiste Henri Duchêne et Fernande Eynard, épouse de Georges de Meillet-Montessuy. Le château est l'unique travail architectural d'Henri Duchêne relatif au bâti. Les parterres nord et sud ont été dessinés et aménagés par Achille Duchêne dans les années 1920.
L’originalité du château de Joyeux est d’avoir été conçu par un paysagiste. L’une de ses priorités fut de créer des espaces intérieurs harmonieux en utilisant sa maîtrise des formes et des volumes. 
Les innovations de ce début du XXe siècle ne sont pas mises de côté : la charpente en métal, le chauffage central à vapeur et les salles de bains en témoignent. Enfin, le nombre conséquent de fenêtres et leur grande taille dénotent aussi d’une volonté de valoriser la lumière et les extérieurs. 
La propriété qui fait 200 hectares (dont 15 aménagés) fut transmise à l'épouse de Georges Meillet-Montessuy, à la mort de celui-ci (il n'avait pas d'enfant). Quand celle-ci décéda en 1938, sa nièce la marquise de Barbentane hérita du domaine.

## XXIesiècle
C'est la belle-fille de la marquise de Barbentane, Marie-France de Barbentane, qui habite le château. Les dépendances ainsi qu'une maison du domaine accueillent trois gîtes.
L'édifice est par ailleurs classé au titre des monuments historiques en 2009 ; ceci inclut le château lui-même, certains intérieurs et le jardin extérieur.
En 2012, la paysagiste Frédérique Tezenas du Montcel obtient le Prix rhônalpin du patrimoine pour son travail d'aménagement des 15 hectares du parc du château de Joyeux.
L'entretien de ce trésor patrimonial est assuré en partie par la réalisation d'évènements, l'accueil dans les gites et chambres d'hôtes et l'activité piscicole du domaine. 
Le château est ouvert au public à l'occasion des Journées du Patrimoine. Durant l'année, les visites guidées de l'intérieur du château, du parc et des terrasses sont possibles sur réservation pour les groupes à partir de 10 personnes.

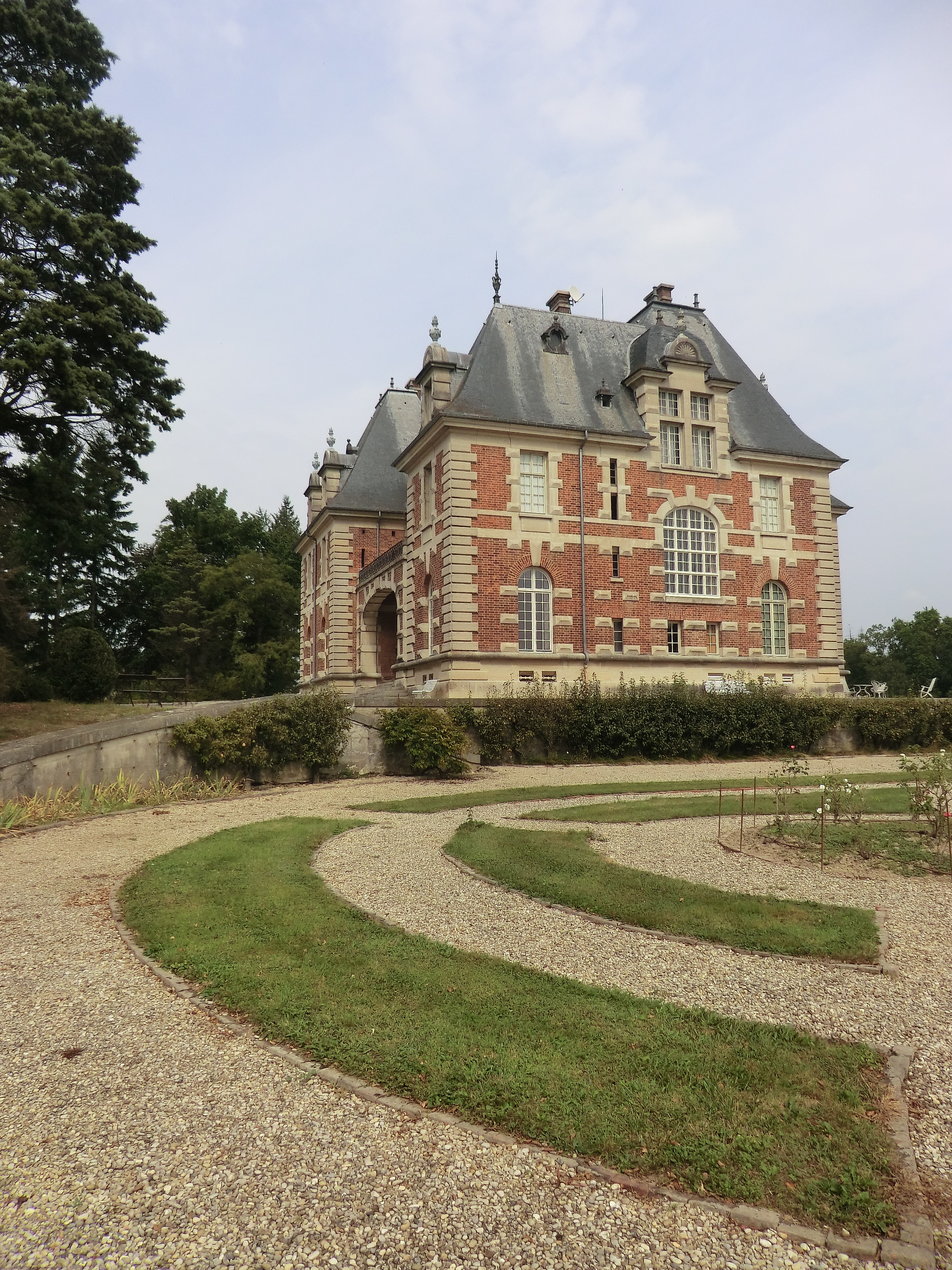
Vue du château.
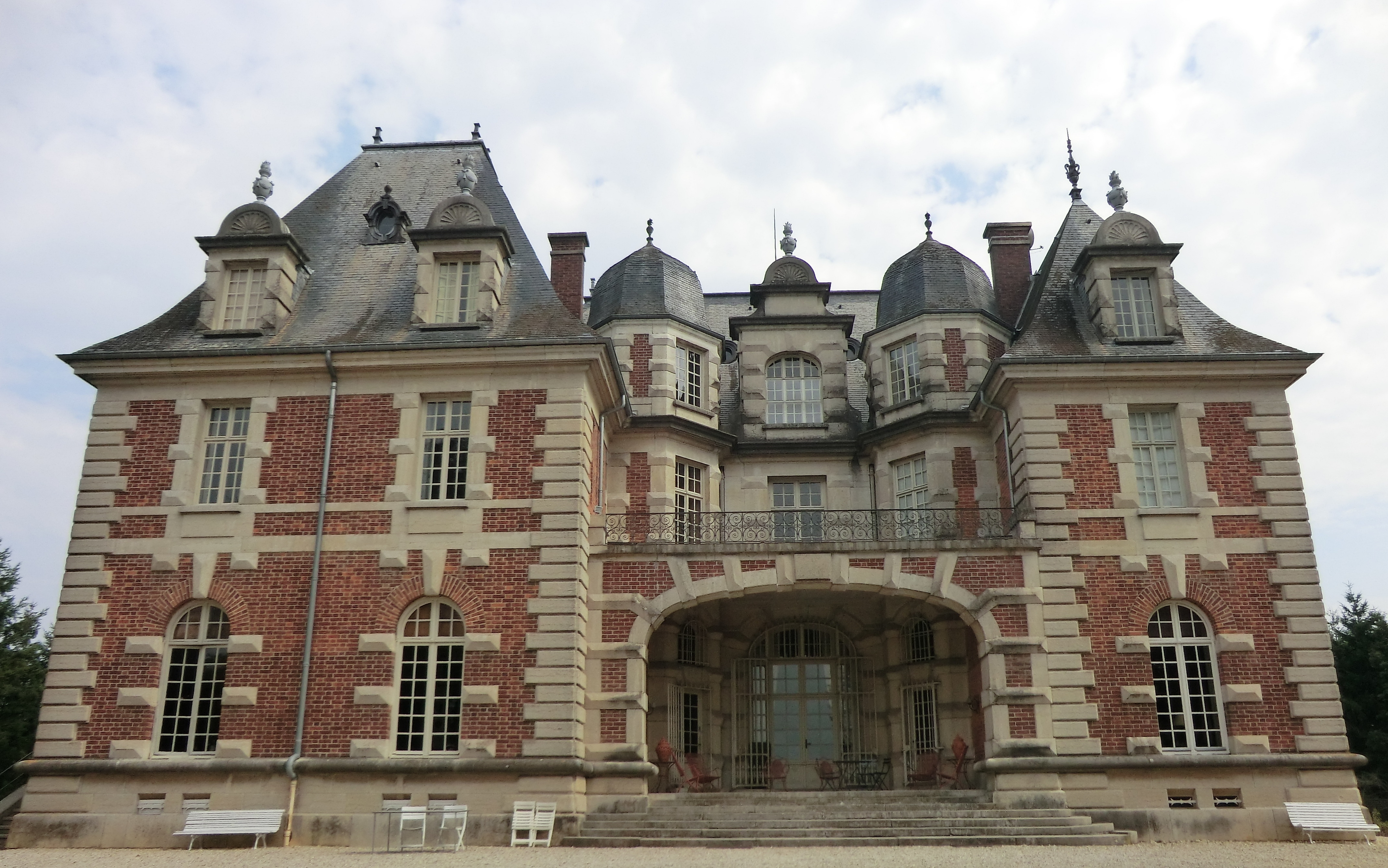
Façade principale du château.
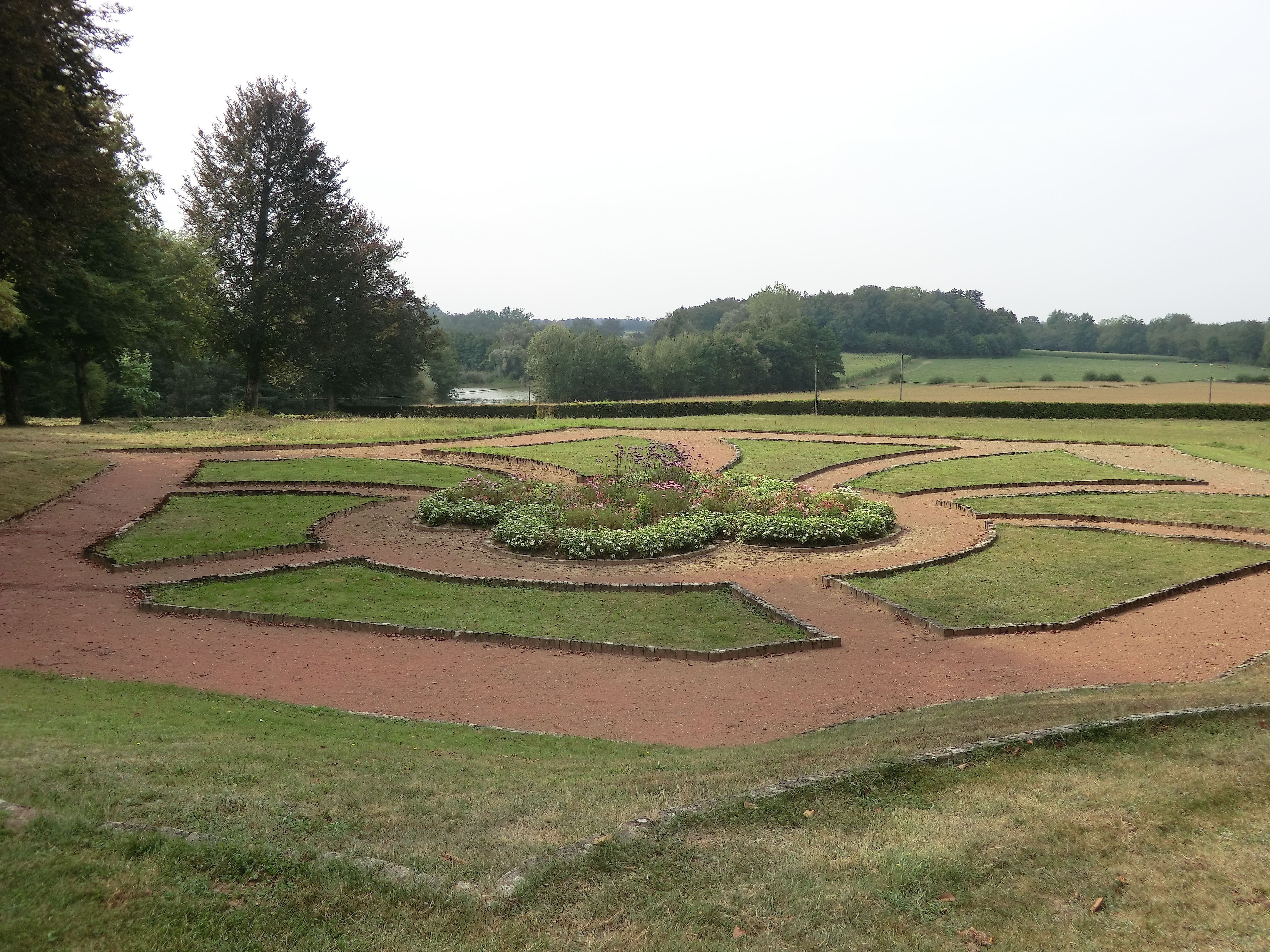
Vue d'un jardin du château.